# Famille de Tournemire
Pour les articles homonymes, voir Familles de Tournemire.
La famille de Tournemire est une famille noble française subsistante d'extraction chevaleresque, sur preuves de 1259, originaire d'Auvergne.
Elle compte parmi ses membres un capitoul de Toulouse, un gouverneur de Saint-Béat, un chambellan, des officiers.

## Histoire
Ce patronyme est mentionné à Tournemire dès le XIe siècle, en particulier comme seigneurs de l'ancien oppidum de Bezaudun, où elle possédait plusieurs tours et logis nobles, ainsi qu'en contrebas, une chapelle castrale qui est devenue l'église paroissiale de Tournemire.[réf. nécessaire]
On trouve mentions de plusieurs personnages portant ce patronyme mais sans preuves de rattachement à l'actuelle famille de ce nom. Pierre de Tournemire, seigneur de Tournemire en Auvergne, vivait en 1077. En 1102, Jacques de Tournemire accompagne en Terre-Sainte Guillaume VII, comte d'Auvergne, avec les principaux seigneurs du pays comme Arnaud de Bréon, Arnaud d'Apchon, Jean de Murat, Léon de Dienne, Louis de Montmorin, etc.. Dans un acte de collation en 1197 d'une prébende au chapitre noble Saint-Julien-de Brioude, Pierre de Tournemire, est qualifié noble et issu de noble race (ex nobili genere ex legitimo matrimonio procreatus). 
L'actuelle famille de Tournemire est d'extraction chevaleresque sur preuves depuis 1259, écrit Régis Valette dans Catalogue de la noblesse française au XXIe siècle.
Au commencement du XIVe siècle, les tours de Tournemire étaient, comme les tours de Merle ou de Carbonnières, possédées en indivisions par plusieurs lignages nobles portant soit le nom de Tournemire, soit celui d'autres familles comme les Via et les Montal. À cette époque, les lignages nobles portant le nom de Tournemire formaient déjà plusieurs familles qui avaient fait souche dans plusieurs châteaux comme la tour de Marzes à Saint-Cernin (avant le XIIIe siècle), la tour de Leybros (en 1330), la tour de Muret à Polminhac, etc.
Raoul de Warren écrit dans le Grand Armorial de France : 

« On trouve en Auvergne, vers 1270, au moins six familles de Tournemire ayant peut-être une origine commune dont les unes possédaient des droits de co-seigneurie sur le "château supérieur" de ce nom et les autres sur le "château inférieur". Trois d’entre elles s’éteignirent avant la fin du XIVe siècle. Celle des Golfier de Tournemire, seigneurs de Marze, s’éteignit au XVIe siècle. Les deux autres sont rapportées ci-après :
- la première ligne, toujours subsistante, remonte sa filiation prouvée à Rigaud, chevalier, co-seigneur du château supérieur de Tournemire, mort avant 1259 ;
- la deuxième ligne est issue d’Aymeric de Tournemire qui aurait été père d’Antoine, capitoul de Toulouse en 1472 ; toutefois Chérin, tout en acceptant cette filiation, précise qu’elle ne s’accorde pas avec l’ordre chronologique et que l’on a attribué vraisemblablement les qualités de deux personnages à un seul. Il semble que la filiation de cette ligne ait été la suivante : Aymeriguet, co-seigneur du château inférieur de Tournemire, trouvé comme mineur en 1284, allié à Marguerite de Druyeur. »

— 
Pierre Joseph de Tournemire, seigneur de Malartic, est créé comte par lettres patentes de 1765, sous Louis XV.
En 1778, son fils, Gabriel-Joseph-Hector de Tournemire (1744-1820) est admis aux honneurs de la cour par Louis XVI.

### La rivalité entre les Tournemire et les d'Anjony
La branche aînée de la famille de Tournemire qui portait le titre de seigneur de Bezaudun et de Tournemire, fut durant deux siècles en rivalité avec la famille d'Anjony. En 1351, Bernard Johanni (plus tard d'Anjony), riche marchand pelletier d'Aurillac, avait acquis d'Arnaud de Lavie de Villemur, un quart de la tour de Tournemire et des droits féodaux au lieu de l'Armandie, sorte d'éperon en contrebas du village. Il en fit reconnaissance à Rigal de Tournemire, et épousa une de ses nièces. Ses descendants deviennent riches, puissants et contracteront de grandes alliances. Ils y font construire en 1439 l'actuel château d'Anjony, à côté de l'ancien château de Tournemire et de sa chapelle castrale, devenue église paroissiale.[réf. nécessaire]
Après deux siècles de rivalité et d'un duel perdu par les membres de la famille de Tournemire, celle-ci doit quitter son fief et n'est plus représentée sur la paroisse à la suite du mariage en 1643 de Michel II d'Anjony avec Gabrielle de Pesteils, héritière des Tournemire,.

## Généalogie

### Branche de Tournemire
- Rigaud de Tournemire, seigneur de Tournemire, Bezaudun, Girgols, Saint-Cirgues-de-Jordanne, La Peyre-en-Jordanne, épouse le 14 avril 1439 Jeanne de Dienne, fille de Louis, comtour de Dienne, et de Baranne d'Estaing. Il meurt le 14 août 1481 en laissant au moins deux fils, Guy et Louis :
  - Guy de Tournemire, seigneur de Tournemire et de La Peyre, épouse en 1469 Agnès de La Roque, fille de Pierre, seigneur de Roquenatou, et de Marianne Moysset, dont deux filles :
    - Antoinette de Tournemire qui épouse en 1495 Brandélis de Gontaut, fils de Gaston de Gontaut, seigneur de Biron, et de Catherine de Salignac.
    - Jeanne de Tournemire qui épouse en 1502 Jean de Chauveron, fils de Robert, seigneur de Drussac, et de Marguerite de Gontaut.

  - Louis de Tournemire, seigneur de Bézaudun, marié le 3 juin 1485 avec Catherine de La Tour de Juzes, qui est donc l'ancêtre des différentes branches.

dont la descendance subsistante :
Guy II de Tournemire  sieur de Bézaudun x 21 avril 1523  CLaude du Puy de Dienne, qui eut entre autres:

#### Branche d'Estillols
Branche cadette des seigneurs d'Estillols à Jaleyrac, qui était fixée à Moussages au commencement du  XVIIe siècle :
Robert de Tournemire seigneur d'Estillols, fa Jean de Tournemire et Françoise de la Broha, épousa par contrat de mariage le 9 novembre 1609 Antoinette dite de la Farge. En réalité, cette Antoinette était une roturière, fille de défunt Durand La Farge du hameau de la Roche à Saint Vincent de Salers x Jeanne Lieuchy. Cette branche semble avoir eu des revers de fortune et dû s'allier à des roturières. Ils eurent au moins 4 garçons
- François de Tournemire seigneur d'Estillols  qui épousa le 19 décembre 1631 Isabeau du Fayet fille à Jean et Anne de Faydit.
- Hugues qui épousa Agnès de Nourry

Rameau des seigneurs de La Salide :
- Martial de Tournemire, fils de Robert, seigneur d'Estillols, et d'Antoinette de La Farge, épouse le 4 octobre 1651 Marguerite Deydier, fille de François et d'Antoinette Dubois, qui lui donne quatre fils et quatre filles, dont :
- Ignace de Tournemire, marié en 1692 à Catherine Croizet, qui font la souche de la descendance subsistante.

### Branche de Leybros
On sait peu de choses sur la descendance de cette branche qui commence avec :
- Aymeric de Tournemire, seigneur de Ruzols, marié avec Marguerite de Mazerolles, dame de Leybros.

En 1595, Leybros passe par héritage à Anet de Tournemire, fils de Pétronille de Nozières et d'une branche cadette, et ensuite à sa fille unique Louise de Tournemire, dont hérite son fils Claude de Ferrières de Sauveboeuf.
Ils portent comme armes une tour d'argent sur champ d'azur.

### Rameau de Malartic et de Toulouse
- Antoine de Tournemire, capitaine des franc-archers en Limousin et en Périgord, panetier (service de bouche) du roi
  - Antoine de Tournemire, chambellan des rois Charles VII, Louis XI et Charles VIII, capitoul de Toulouse en 1472

- Henri de Tournemire, fils d'Antoine de Tournemire (1647-1692) et d'Antoinette de Quinsac, maréchal de camp en 1704, puis lieutenant général[réf. nécessaire].
  - Pierre-Joseph-Hector de Tournemire (1711-1782), seigneur de Malartic, capitaine de dragons, gouverneur de Saint-Béat, créé comte par lettres patentes de 1765.
    - Gabriel-Joseph-Hector de Tournemire (1744-1820), capitaine de cavalerie, lieutenant-colonel au Royal-Cravate. Admis aux honneurs de la Cour avec le titre de comte, le 11 mars 1778.

## Alliances
Les principales alliances de cette famille sont : 1258 de Dienne - 1269 de Scorailles - 1273 de Crestes -de Brezons - 1299 Hébrard de Saint-Sulpice - 1311 de Gourdon-Saint-Cirq - 1330 de Mazerolles - 1341 de Saint-Chamant - 1351 Adhémar de Grignan - de Beauclair - 1369 Roland de Cromières - 1405 de Ribier - 1495 de Gontaut de Biron -  1909 Viénot de Vaublanc - 1932  de Secondat de Montesquieu - 1968 de Gourcuff[réf. nécessaire].

## Armes, blason, devises
- Rigaud de Tournemire : Bandé d'or et de sable à la bordures de gueules et au franc canton d'hermine, à la bordure de gueules chargée de onze besants d'or. Cimier : Un cygne issant d'un vol de sable. Devise : Aultre n'auray (Armorial de Guillaume Revel, folio 55[13]).
- Tournemire de Leybros (à Saint-Bonnet-de-Salers) : D'azur à la tour d'argent[14].
- Jean de Tournemire (Tournemire de Marzes, à Saint-Cernin[14]) : D'or à la tour de gueules accostée de deux étoiles d'azur, au bâton de sable en bande, brochant sur le tout. Cimier : Une tour de gueules, issant d'un vol banneret d'or. Cri : Tournemire[15].